# Вилькко, Лаури
Лаури Тапани Вилькко (фин. Lauri Tapani Vilkko; 13 августа 1925 — 13 октября 2017) — финский пятиборец, призёр Олимпийских игр.
Лаури Вилькко родился в 1925 году в Раутъярви. В 1948 году принял участие в соревнованиях по современному пятиборью на Олимпийских играх в Лондоне, но стал 4-м. В 1949-1951 годах завоевал пять серебряных и одну бронзовую медали чемпионатов мира. В 1952 году в соревнованиях по современному пятиборью на Олимпийских играх в Хельсинки он завоевал бронзовую медаль в командном первенстве, а в личном стал 7-м.